# Sabalan
Der Sabalan (persisch سبلان Sabalān) ist ein wahrscheinlich nicht mehr aktiver Schichtvulkan in der iranischen Provinz Ost-Aserbaidschan.

## Lage und Umgebung
Der Sabalan liegt im Nordwesten Irans, in der Provinz Ardabil. Im Süden liegt der Berg im Landkreis Sarab in der Provinz Ost-Aserbaidschan. Er ist der dritthöchste Berg (4811 m) und nach dem Damavand der zweithöchste Vulkan des Landes. Die höhergelegene Region wird als Wintersportgebiet genutzt, der Berg selbst ist ein beliebtes Ziel für Kletterer und Wanderer. In der Nähe des Berges befindet sich außerdem ein Heilbad.

## Geologie
Das Andesit-Gestein des Sabalans ist 1,4 bis 5,6 Millionen Jahre alt. Die Gipfelregion hat mehrere Höchstpunkte, von denen der höchste mit 4811 m im Nordosten liegt. Am Gipfel hat sich ein Kratersee gebildet, der abgesehen von gelegentlichen Ausnahmen Ende Juli bzw. Anfang August das ganze Jahr über mit Eis bedeckt ist. Auf über 4000 m Höhe reicht das kalte Klima aus, um insgesamt sieben Gletscher zu erhalten, die teilweise Blockgletscher sind oder in solche übergehen.

## Geschichte
Der letzte Ausbruch des Vulkans ist weniger als 10.000 Jahre her und datiert damit aus dem Holozän. Die urartäische Felsinschrift von Nascht-e ban stammt aus der Zeit von Argišti II.